# La Fraineuse

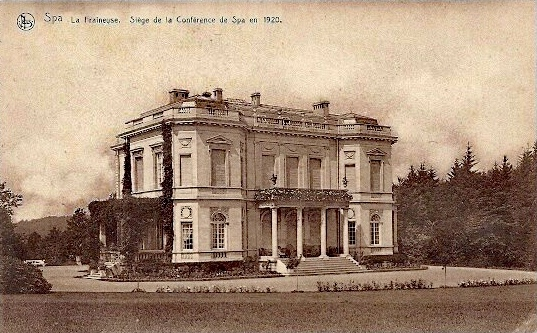
Die Villa La Fraineuse 1920

La Fraineuse (frz. Château de la Fraineuse) ist ein Sportzentrum (Centre sportif de la Fraineuse) in der Kur- und Bäderstadt Spa in Belgien. 1918 diente es für vier Tage als Residenz des letzten deutschen Kaisers Wilhelm II.

## Anwesen
Die Villa liegt in einem bewaldeten Gebiet von ca. 27 ha.

## Geschichte

### Errichtung
Am Ende des 19. Jahrhunderts erwarb der Industrielle Auguste Henri Peltzer, Sohn des Tuchfabrikanten Guillaume Auguste Peltzer das Grundstück Seine Familie war durch die Wollproduktion in Verviers zu großem Reichtum gekommen. Die Besitzungen zogen sich um den Course de Sauveniére hinab bis zum Stausee Lac de Warfaaz. Inspiriert durch das Petit Trianon ließ er sich dort 1908 nach Plänen des belgischen Architekten Charles Étienne Soubre eine ähnliche Villa errichten.

### 1914–1918

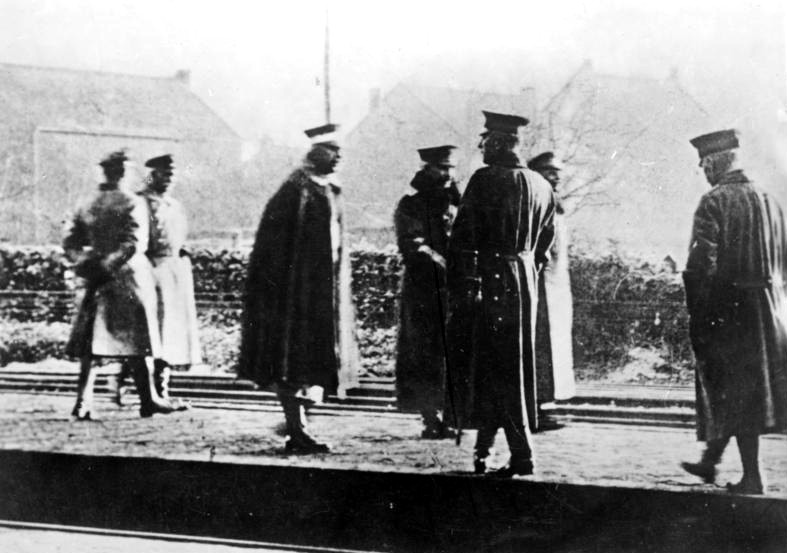
Wilhelm übertritt die Grenze nach den Niederlanden am 10.11.18

Mit der Novemberrevolution entbrannte die Debatte, ob der Kaiser zurücktreten oder den ehrenvollen Soldatentod an der Front suchen sollte. Wilhelm entzog sich dieser Debatte, indem er am 29. Oktober 1918 in den Schutz des Großen Hauptquartiers, das unweit im Hotel Britannique lag, nach Spa reiste. Dort residierte er in seinem  Hofzug, bis er am 5. November  für vier Tage die Villa La Fraineuse bezog. Am 9. November 1918 ließ er Reichskanzler Max von Baden wissen, dass er zwar preußischer König bleiben, aber auf die Kaiserkrone verzichten wolle. Am Nachmittag, zu spät, traf das Telegramm vom Thronverzicht in Berlin ein. Angesichts der bis ins Regierungsviertel vorgedrungenen Demonstranten hatte Prinz Max um die Mittagszeit eigenmächtig Wilhelms Verzicht auf beide Kronen verkündet. Von Spa reiste Wilhelm am 10. November 1918 an die nahe Grenze der Niederlande und bat Königin Wilhelmina um Asyl.

### Bis zur Gegenwart
Vom 5. bis zum 16. Juli 1920 tagte hier die Konferenz von Spa. 1947 kaufte die Stadt Spa das Gebäude in der Absicht, ein Freizeitzentrum zu errichten. Das Projekt scheiterte an Geldmangel. In Kooperation mit der INEPS wurde 1964 ein Jugendheim mit Lager auf dem Gelände errichtet. 1967 kaufte der belgische Staat die Immobilie für 500.000 Franc. Am 13. Juni 1978 wurde das Sportzentrum eingeweiht.